# Julian Golding
Julian Golding, brittisk (engelsk) friidrottare (sprinter), född 17 februari 1975 i London, England. Golding löper både 100 och 200 meter men ses främst som en 200-metersspecialist (100 meter springer han oftast i stafettsammanhang). Golding blev samväldesmästare 1998 på 200 meter på tiden 20,18 före två andra britter; walesaren Christian Malcolm (20,29) och John Regis (20,40). I samma mästerskap vann han 4x100 meter med England. Senare samma år blev Golding europamästare med Storbritannien på 4x100 meter. Golding förde pinnen över mållinjen på tiden 38,52 före Frankrike (38,87) och Polen (38,98).

## Medaljer
Guld
- EM 1998 4x100 meter (Storbritannien: Condon, Campbell, Walker och Golding, 38,52)
- Samväldesspelen 1998 200 meter (20,18)
- Samväldesspelen 1998 4x100 meter (England: 38,20)

Brons
- VM 1997 4x100 meter (Storbritannien: Braithwaite, Campbell, Walker och Golding, 38,14)
- EM 1998 200 meter (20,72)
- Inomhus-EM 2000 200 meter (21,05)

## Rekord
- 100 meter: 10,28, Kalamáta, Grekland, 23 maj 1998
- 200 meter: 20,18, Kuala Lumpur, Malaysia, 19 september 1998